# Padre Pio
Padre Pio, né Francesco Forgione le 25 mai 1887 à Pietrelcina (province de Bénévent, Campanie, Italie) et mort le 23 septembre 1968 à San Giovanni Rotondo (province de Foggia, Pouilles, Italie), est un prêtre capucin italien. Déclaré saint par l'Église catholique sous le nom de saint Pio de Pietrelcina, il est fêté le 23 septembre. Il est un des saints les plus célèbres du XXe siècle, connu pour avoir été marqué de stigmates et d'autres phénomènes mystiques.
Né dans une famille pieuse, Francesco Forgione entre chez les frères mineurs capucins à Morcone et prend le nom de Pio. En 1910, il est ordonné prêtre et envoyé au couvent de Pietrelcina, puis en 1916 au couvent de San Giovanni Rotondo, où il passera le reste de sa vie. À partir de 1918, son corps est marqué par des stigmates qui seraient apparus lors d'un phénomène de transverbération, faisant l'objet de plusieurs enquêtes médicales à l'initiative du Saint-Siège. Celui-ci lui impose de limiter ses apparitions publiques de 1931 à 1933, afin d'éviter une publicité excessive. À partir de 1940, il œuvre pour la construction de la Casa Sollievo della Sofferenza, hôpital inauguré en 1956 à côté du couvent de San Giovanni Rotondo. Il meurt le 23 septembre 1968 après avoir célébré la messe du cinquantenaire de ses stigmates.
Depuis l'apparition de ses stigmates et jusqu'à sa mort, Pio de Pietrelcina a été l'objet d'une ferveur populaire grandissante, attirant de nombreux fidèles à San Giovanni Rotondo. Sa notoriété s'est accompagnée de multiples récits de phénomènes surnaturels rapportés par des fidèles — guérisons miraculeuses et don de bilocation —, ou rapportés par lui-même comme des visions. Après sa mort, sa dévotion s'est diffusée dans le monde, encouragée par sa béatification en 1999 puis sa canonisation le 16 juin 2002 par le pape Jean-Paul II. Ses reliques reposent dans un sanctuaire construit à côté du couvent de San Giovanni Rotondo, où viennent de nombreux pèlerins. La vie de Padre Pio et l'origine de ses stigmates continuent aujourd'hui de faire l'objet de publications.

## Biographie

### Enfance

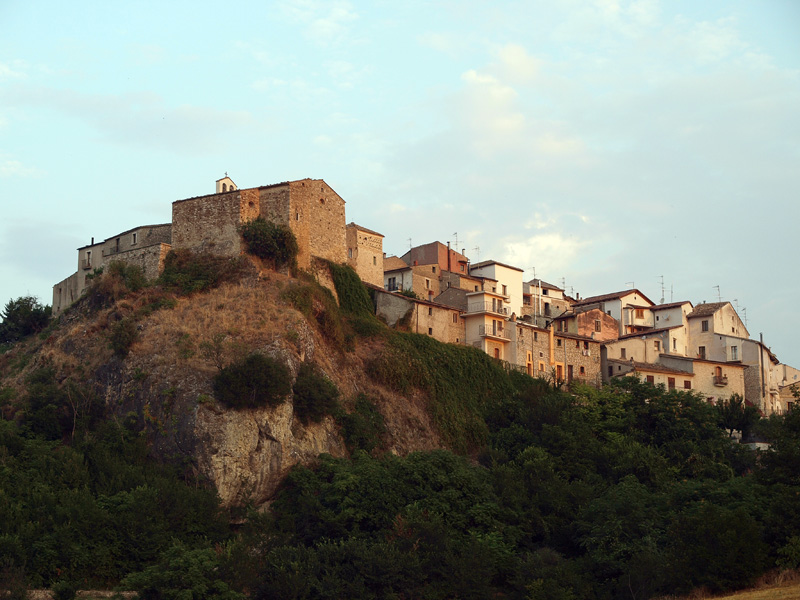
Vue de Pietrelcina, en Italie, la ville natale de Padre Pio.

Né de Grazio « Orazio » Maria Forgione (1860–1946), agriculteur, et de Maria Giuseppa « Peppa » Di Nunzio Forgione (1859–1929), Francesco Forgione est baptisé le lendemain à l'église Santa Maria degli Angeli (Sainte-Marie-des-Anges) de Pietrelcina près de Bénévent. Sa mère, fervente catholique, lui donne le nom de Francesco en hommage à François d'Assise. Il a un frère aîné, Michele (1882), et trois sœurs, Felicita (1889), Pellegrina (1892) et Grazia (1894). Il mène une jeunesse pieuse, durant laquelle il aurait eu des visions mystiques ; dès cinq ans, Jésus-Christ lui serait ainsi apparu. Enfant, il ne veut pas jouer avec les enfants de son âge, car selon lui ils blasphémaient. À quinze ans, il connaît ses premières extases spirituelles.

### Entrée en vie religieuse
Trop maladif pour être cultivateur comme son père, sa mère voit en lui un futur prêtre. Francesco rejoint l'Ordre des frères mineurs capucins le 22 janvier 1903 à Morcone. En raison de sa santé fragile, il retourne dans sa famille, puis est envoyé dans divers couvents. Le novice capucin prononce ses vœux solennels le 27 janvier 1909. Au mois de décembre 1908, il reçoit la tonsure, les ordres mineurs et le sous-diaconat dans la cathédrale de Bénévent. Le 18 juillet 1909, il est ordonné diacre dans le couvent de Morcone et prend alors le nom de frère Pio, en hommage au pape Pie V.

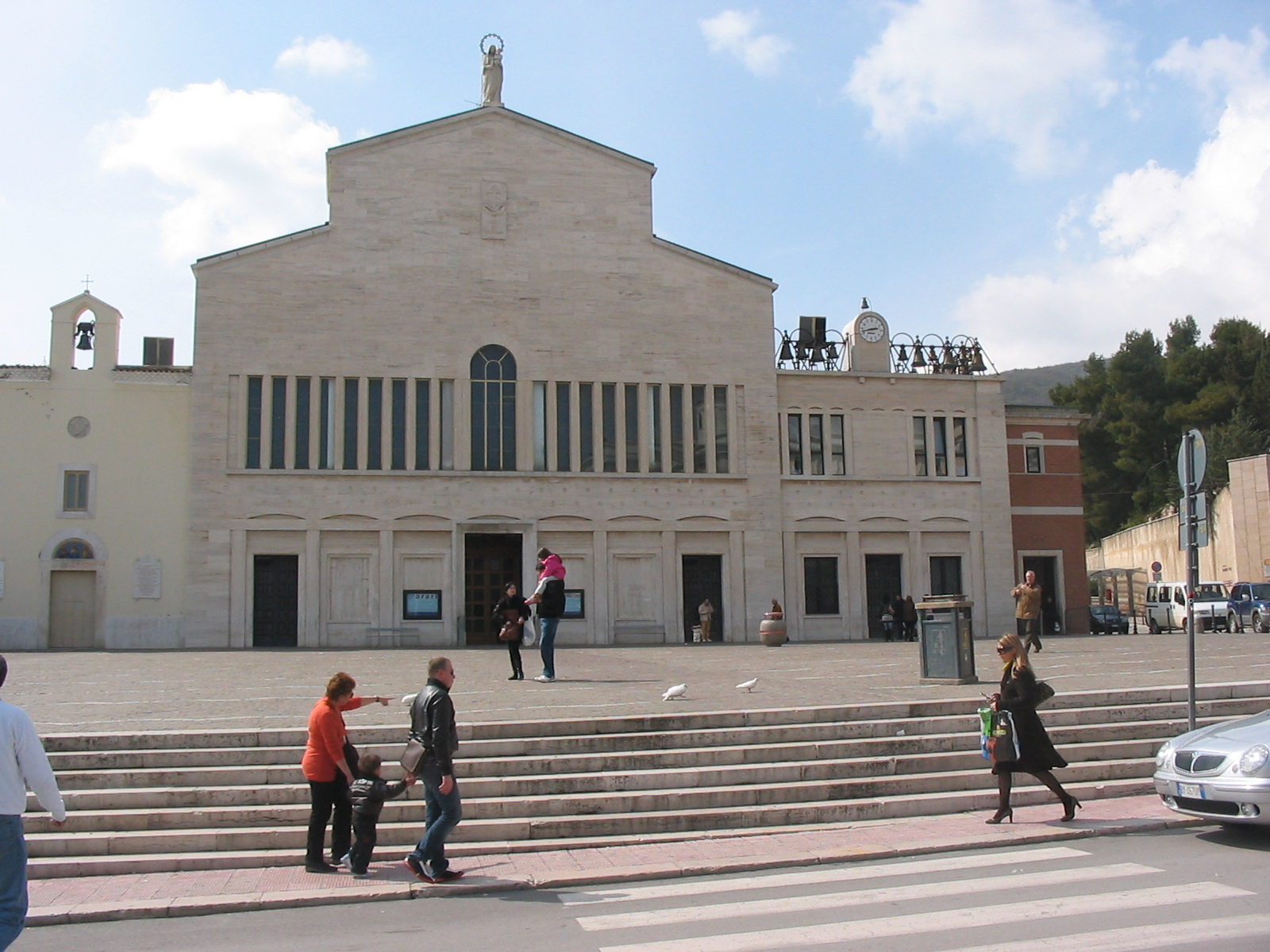
Église de Sainte Marie des Grâces, attenante au couvent des frères capucins de San Giovanni Rotondo.

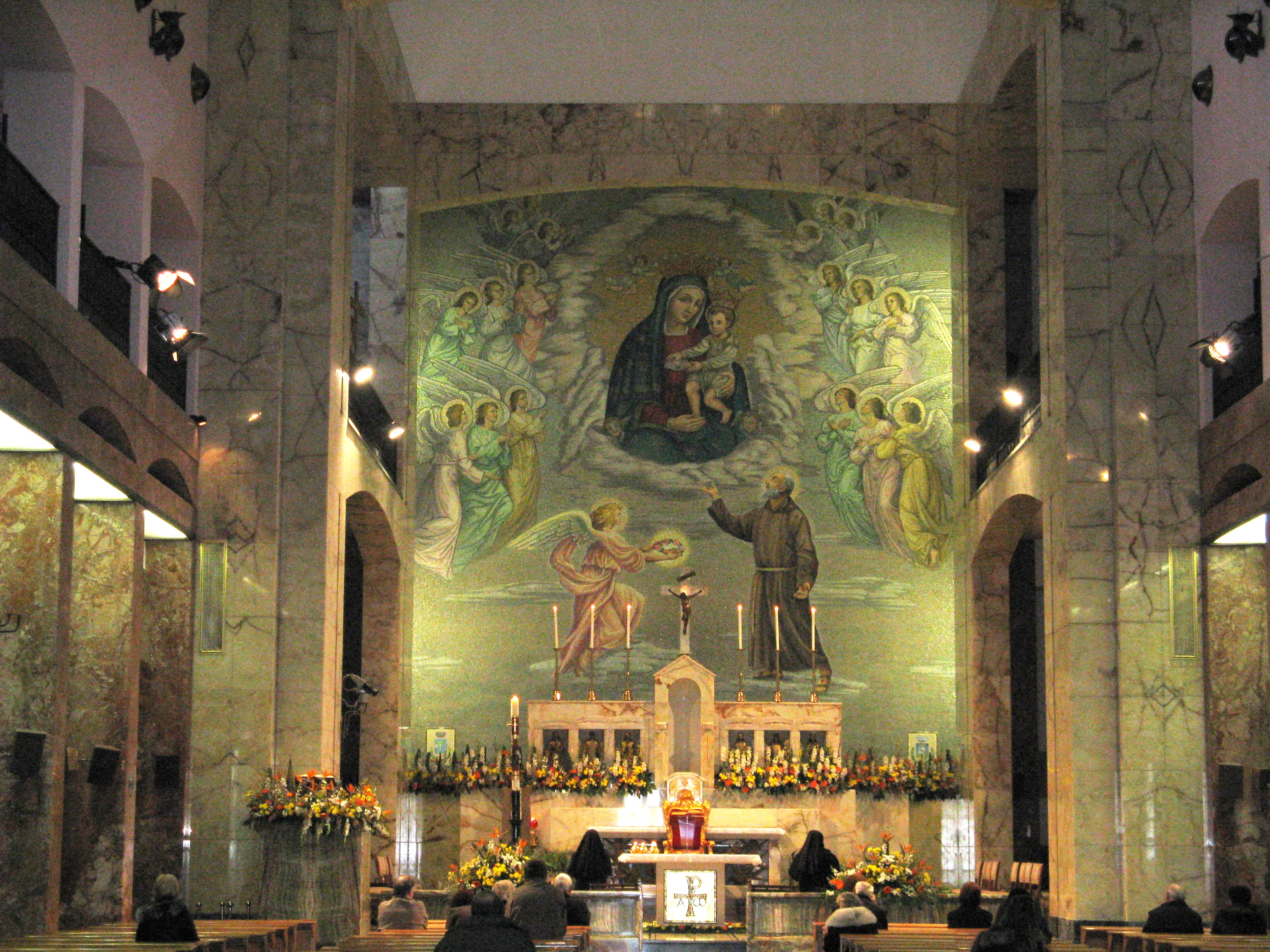
Autel de l'église de Sainte Marie des Grâces, en San Giovanni Rotondo.

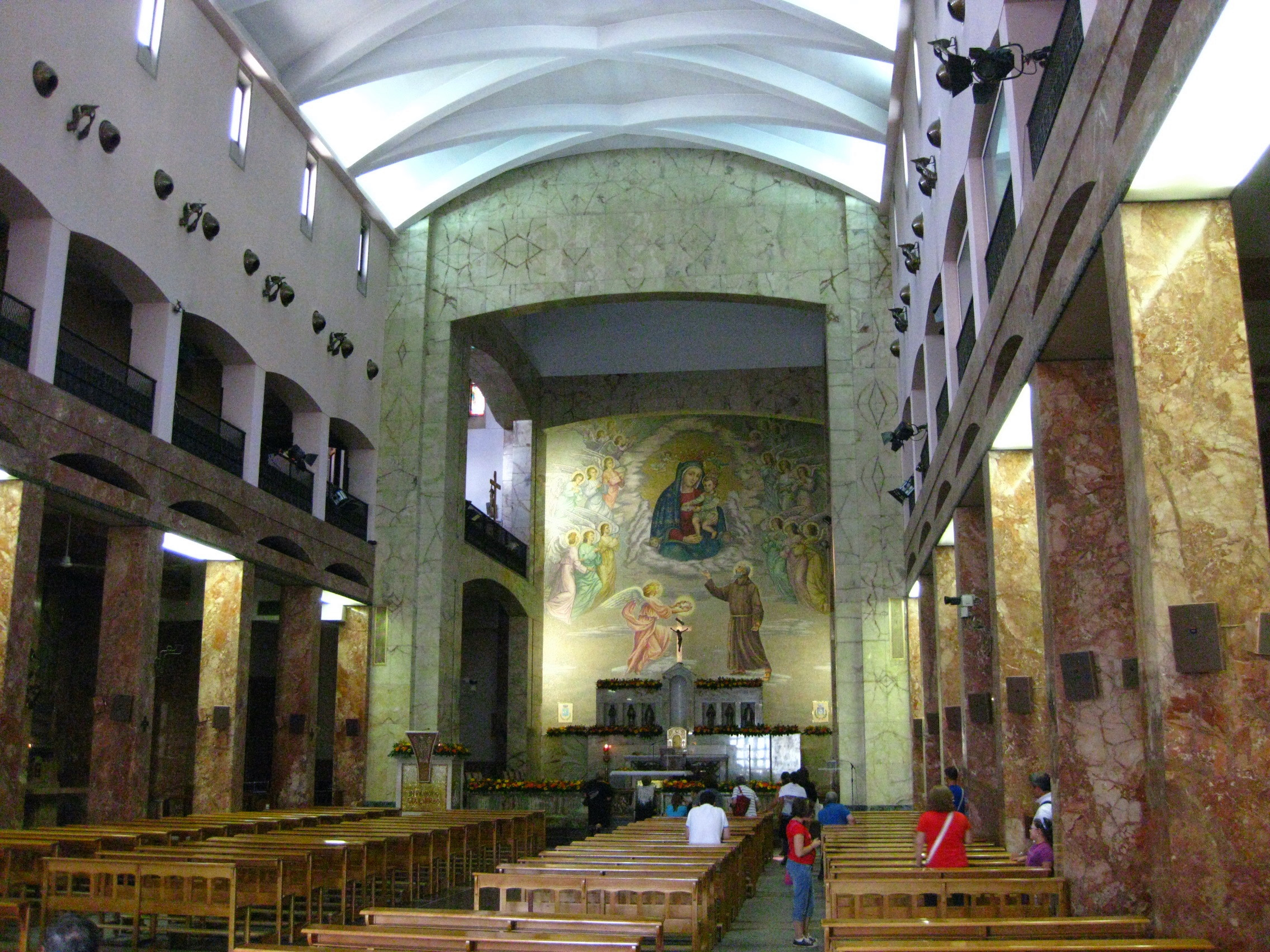
Intérieur de l'église de Sainte Marie des Grâces, attenante au couvent des frères capucins de San Giovanni Rotondo.

Il est ordonné prêtre à la cathédrale de Bénévent le 10 août 1910 et nommé à Santa Maria degli Angeli de Pietrelcina. Dès 1911, il signale à son confesseur l'apparition depuis un an de signes rouges et de douleurs vives aux mains et aux pieds. Cinq stigmates visibles, qui ont fait l'objet de plusieurs rapports médicaux, lui sont apparus le 20 septembre 1918. Il est à partir du 4 septembre 1916 au couvent de San Giovanni Rotondo. Le Padre Pio se réveillait à l'aube pour lire le bréviaire.
Pendant la Première Guerre mondiale, il sert comme infirmier à la compagnie militaire de l'hôpital Sainte-Trinité de Naples (1915–1917). Souffrant d'une bronchite alvéolaire chronique, les médecins lui diagnostiquent une tuberculose et, par peur qu'il ne contamine sa compagnie, le réforment en août 1917.

### Transverbération et stigmates
Le 5 août 1918, tandis qu'il confessait les jeunes scolastiques de son couvent, le Padre Pio manifeste des symptômes ou des signes de transverbération : son cœur est transpercé par un dard spirituel avec saignement réel. Sa stigmatisation est complète dès le 20 septembre 1918, avec les stigmates identiques aux plaies sanguinolentes du Christ aux mains, aux pieds et au thorax ; il cherche à les cacher avec des mitaines,.
Il donne le témoignage suivant des événements :
« Je vis devant moi un personnage mystérieux dont les mains, les pieds, la poitrine, ruisselaient de sang. Je sentis mon cœur blessé par un dard de feu… Ce personnage disparut de ma vue et je m'aperçus que mes mains, mes pieds, ma poitrine étaient percés et ruisselaient de sang ! ». La description qu'il fait de ses propres transports mystiques ressemble en grande partie à ce qu'a écrit Gemma Galgani.
Dans les premiers jours Padre Pio cherche à dissimuler les plaies, mais les femmes qui suivent sa direction spirituelle voient les plaies et ébruitent la nouvelle. De même les jeunes auxquels il prodigue son enseignement perçoivent aussi des cicatrices sur les mains de Padre Pio. Le 9 mai 1919, le premier journal Il Giornale d'Italia parle de « miracles » du Padre Pio. Le 25 mai 1919, une revue locale publie la nouvelle en l'intitulant : « Le Saint de San Giovanni Rotondo ». Au mois de juin 1919, trois journaux dont Il Mattino, principal journal de Naples, reprennent l'information en parlant des miracles qu'opère le thaumaturge Padre Pio. La notoriété, non voulue par Padre Pio et encore moins par ses supérieurs qui avaient imposé toute discrétion aux frères du couvent, contribue à faire venir de plus en plus de monde auprès du monastère. Les premières interprétations médicales se font autour du cas de Padre Pio : le professeur Enrico Morrica, qui n'a pas vu Padre Pio, interprète les miracles de Padre Pio comme du « magnétisme animal » issu de « dangereux phénomènes morbides de psychologie collective ».
Face aux nouveaux événements, le supérieur des capucins ainsi que le Saint-Siège décident de faire examiner Padre Pio afin de vérifier si les stigmates sont d'origine naturelle ou surnaturelle,. Les théories naissantes sur l'hystérie et l'école de l'idéoplastie sont alors mises en avant par les sceptiques pour nier le caractère surnaturel des stigmates. Plus de trois médecins examineront les plaies de Padre Pio, dont le docteur Luigi Romanelli, chef de l'hôpital de Barletta, et le docteur Angelo Maria Merla, maire de la commune, socialiste et agnostique. Les examens conduisent à lever toute idée d'automutilation et arrivent à « la conclusion que le fait constitue en soi un phénomène que n'est pas capable d'expliquer la seule science humaine ». Le Saint-Siège fait envoyer les 12 et 13 juillet 1919 le professeur Amico Bignami, positiviste qui examine à son tour Padre Pio. Très sceptique, les conclusions qu'il donne sont différentes des deux autres médecins. Même s'il constate que les plaies de Padre Pio ont des caractéristiques « qu'il est impossible d'expliquer à partir des connaissances que nous possédons relativement aux nécroses névrotiques, à savoir la localisation parfaitement symétrique des lésions décrites, et leur persistance sans modification notable, au dire du malade », il conclut à la possibilité que les plaies soient « pour partie le résultat d'un état morbide, et pour partie, artificielles ».
Les soupçons d'imposture sont tels que le Saint-Siège tient Padre Pio pour un « phénomène de cirque » dont profiteraient ses frères capucins, par le biais d'une crédulité publique, pour attirer des pèlerins et recueillir des fonds considérables. Outre les supposées malversations financières dont sont suspectés les capucins, Padre Pio est accusé d'être l'allié des fascistes qu'il bénit, alors que les affrontements entre communistes, socialistes et fascistes lors des élections municipales à San Giovanni Rotondo le 14 octobre 1920 provoquent la mort de onze « rouges » par un commando proto-fasciste. À la suite de ces événements, le dirigeant fasciste local Giuseppe Caradonna (it) apporte son soutien à Padre Pio et les éditions de son parti éditent les premiers ouvrages sur le saint.
Le Saint-Siège, considérant parfois comme de véritables charlatans les saints vivants stigmatisés (ces superstitions pouvant se retourner contre la foi), rend publique sa méfiance théologique : le 31 mai 1923, il émet un décret exhortant les fidèles à ne pas croire aux faits surnaturels liés à la vie de Padre Pio et à ne pas aller à San Giovanni Rotondo ; le 5 juillet 1923, les Acta Apostolicae Sedis écrivent :« Les témoignages actuels ne prouvent pas que les stigmates, les bilocations présumées puissent être tenues à coup sûr pour miraculeuses » et L'Osservatore Romano déclare Padre Pio imposteur de mauvaise foi.

### Enquêtes apostoliques et interdiction d'activité publique
De 1924 à 1928, trois visiteurs apostoliques viendront enquêter auprès du Padre Pio. Des médecins et des psychiatres l'examinent, craignant des manifestations hystériques. Il est pourtant déclaré sain et sincère.

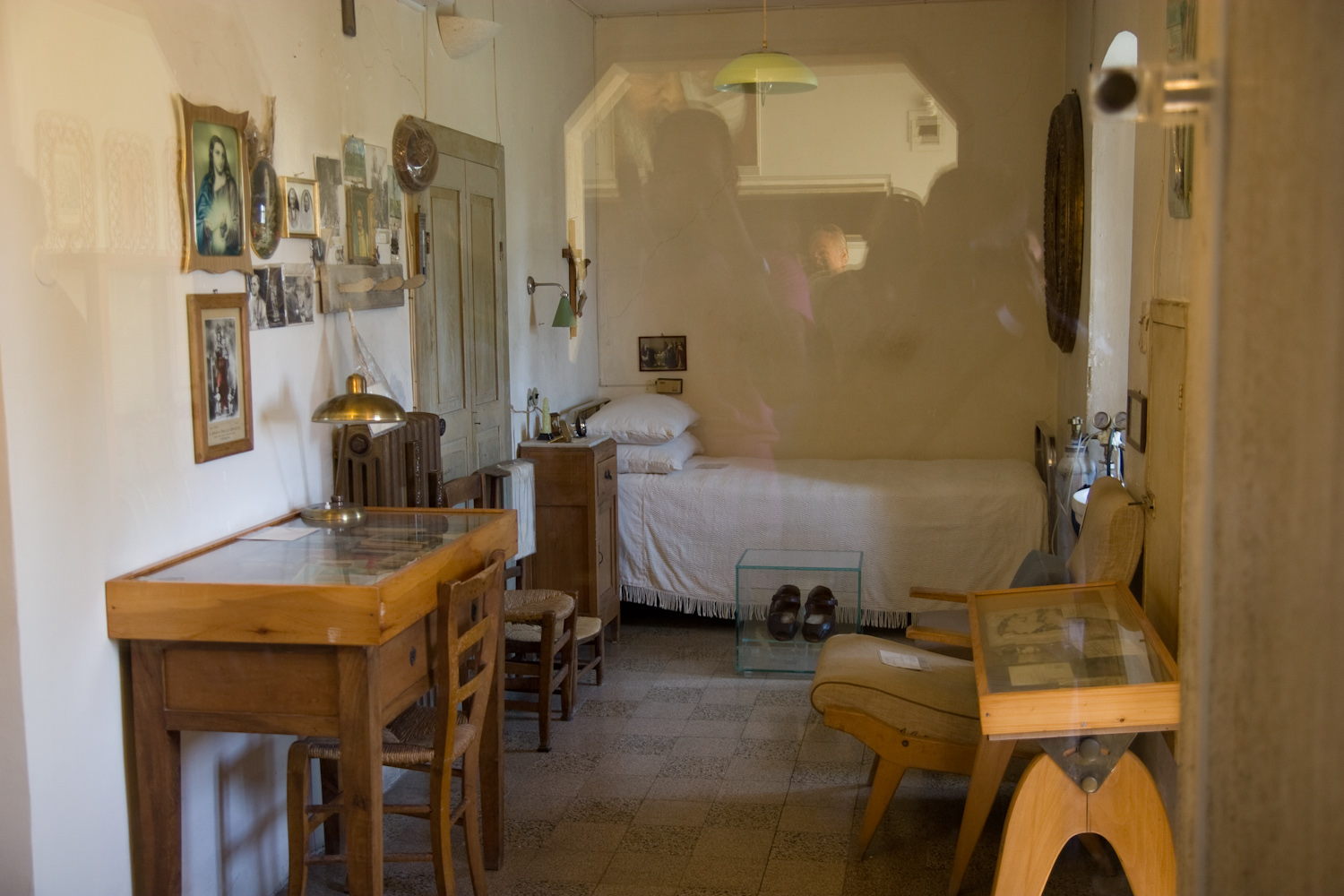
Cellule de saint Pio de Pietrelcina, qu'il occupa de 1943 à sa mort, survenue le 23 septembre 1968.

Il est dès lors très critiqué, non du fait de son état, mais à cause des débordements des fidèles; il est aussi mis en cause par sa hiérarchie qui voit dans sa popularité une menace et une dérive, et l'oblige le 23 mai 1931 à cesser toute activité publique : il doit désormais célébrer la messe dans la chapelle intérieure du couvent. Des témoignages persistent cependant concernant des phénomènes surnaturels ; notamment des fragrances insolites seraient projetées à de très grandes distances comme sorties d’un volcan en effusion, en plus de l'odeur de sainteté qui l'accompagnait habituellement  : « […] Il est fréquemment arrivé que des personnes […] auraient senti ce mystérieux parfum, à des distances énormes du couvent où se trouvait Padre Pio […] »
Souvent, au cours des confessions, il rappelait lui-même aux pénitents des fautes qu'ils auraient oubliées,.
Durant toute sa vie, il aurait subi presque quotidiennement les attaques physiques et morales de Satan, qu'il surnomme « Barbe-bleue » ainsi que des « cosaques », les démons. Ceux-ci seraient venus le rouer de coups à la nuit tombée, faisant tant de bruit dans le monastère que certains moines, terrifiés, auraient demandé leur mutation,,.

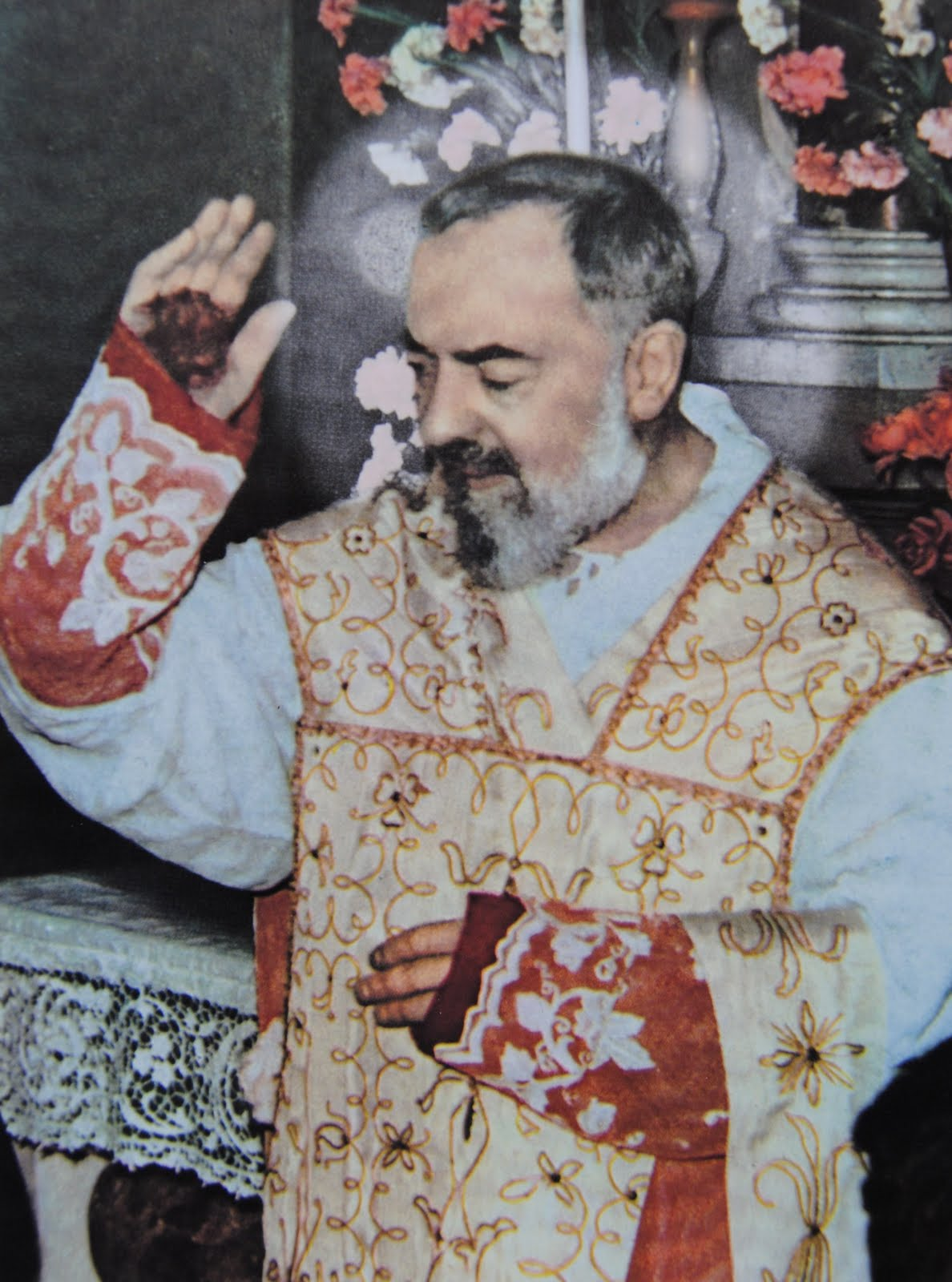
Le Padre Pio avec des stigmates.

Dès cette époque, le Padre Pio est considéré par la ferveur populaire comme un grand saint thaumaturge, du XXe siècle, ayant accompli une multitude de miracles de guérison instantanée en présence de nombreux témoins. On lui prête également le don de bilocation (apparition simultanée en deux endroits), en plus de phénomènes particuliers tels que l'hyperthermie (température très élevée du corps, au-delà de 48°C) ou l'inédie (abstention prolongée de nourriture ou de boisson au-delà de deux mois), ou bien la connaissance de langues qui lui étaient étrangères. La lévitation, bien que relayée par la rumeur, ne reçoit que le seul témoignage du Padre lui-même.
Des amis de Padre Pio tentent dès lors de lever l'interdiction du Saint-Siège en dénonçant ses calomniateurs et les ecclésiastiques corrompus. Ainsi son ami Emanuele Brunatto menace le Saint-Siège de publier Les Antéchrists dans l'Église du Christ mettant en cause ces ecclésiastiques, menace qu'il met à exécution en 1933. Puis il construit les archétypes de la sainteté de Padre Pio dans différents ouvrages. Il s'installe en France en 1931. Tout en multipliant les dons aux plus démunis et aux œuvres caritatives (en particulier création de « la boisson chaude », une soupe populaire), il s'enrichit suffisamment pour financer la Casa Sollievo della Sofferenza, hôpital privé de San Giovanni Rotondo fondé par Padre Pio à hauteur de 3 500 000 F (cours de 1941). Suspecté de s'être enrichi grâce au marché noir durant l'Occupation, Brunatto sera condamné à mort par contumace en 1948 avant d'être entièrement blanchi par un nouveau procès en 1951.
Le 14 juillet 1933 le Saint-Siège autorise de nouveau le Padre Pio à célébrer des messes publiques et à entendre des confessions.

### La Casa Sollievo della Sofferenza

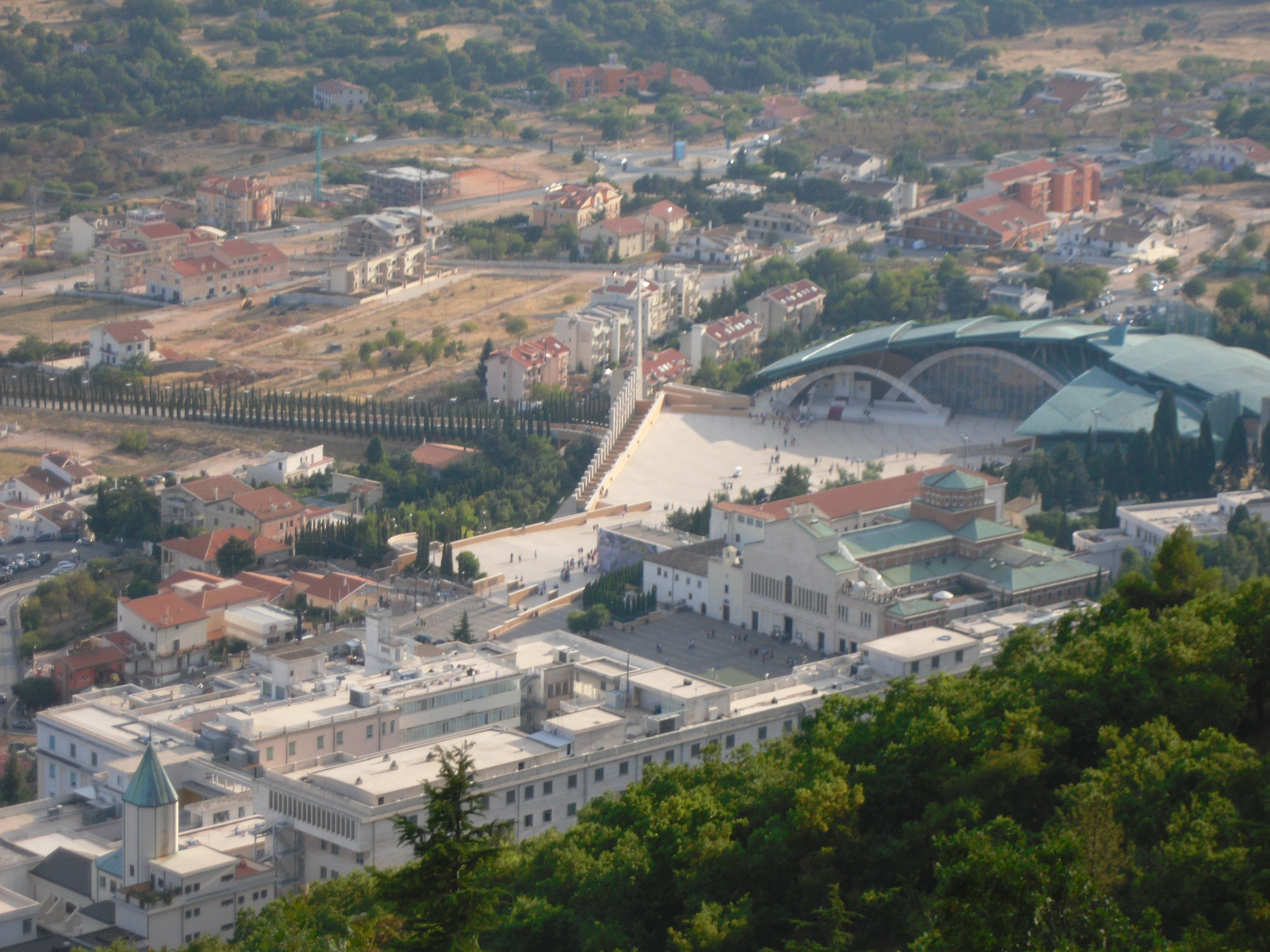
Le sanctuaire de Saint Pio de Pietrelcina en San Giovanni Rotondo.

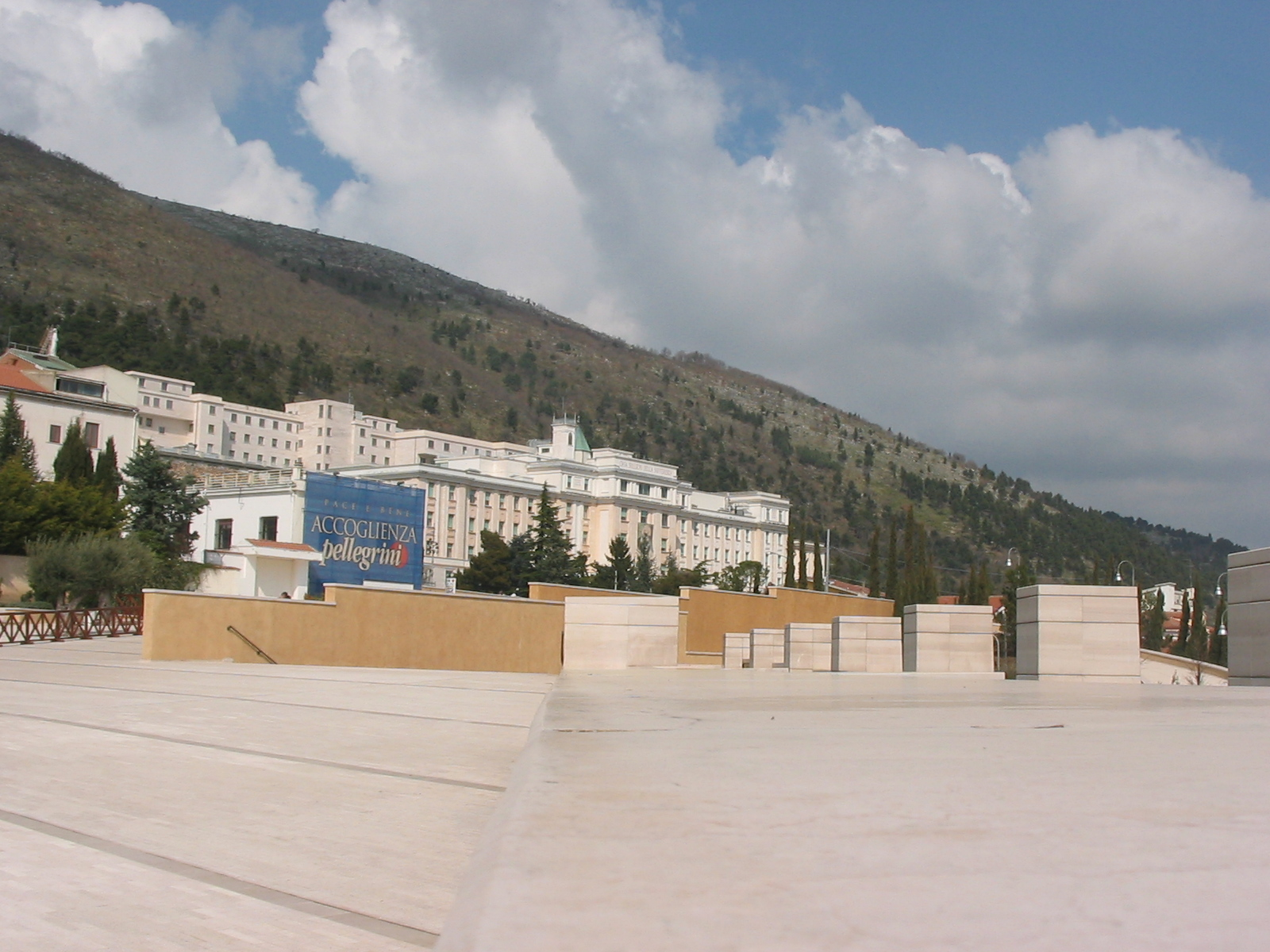
L'hôpital-maison pour soulager la souffrance (La Casa Sollievo della Sofferenza), San Giovanni Rotondo.

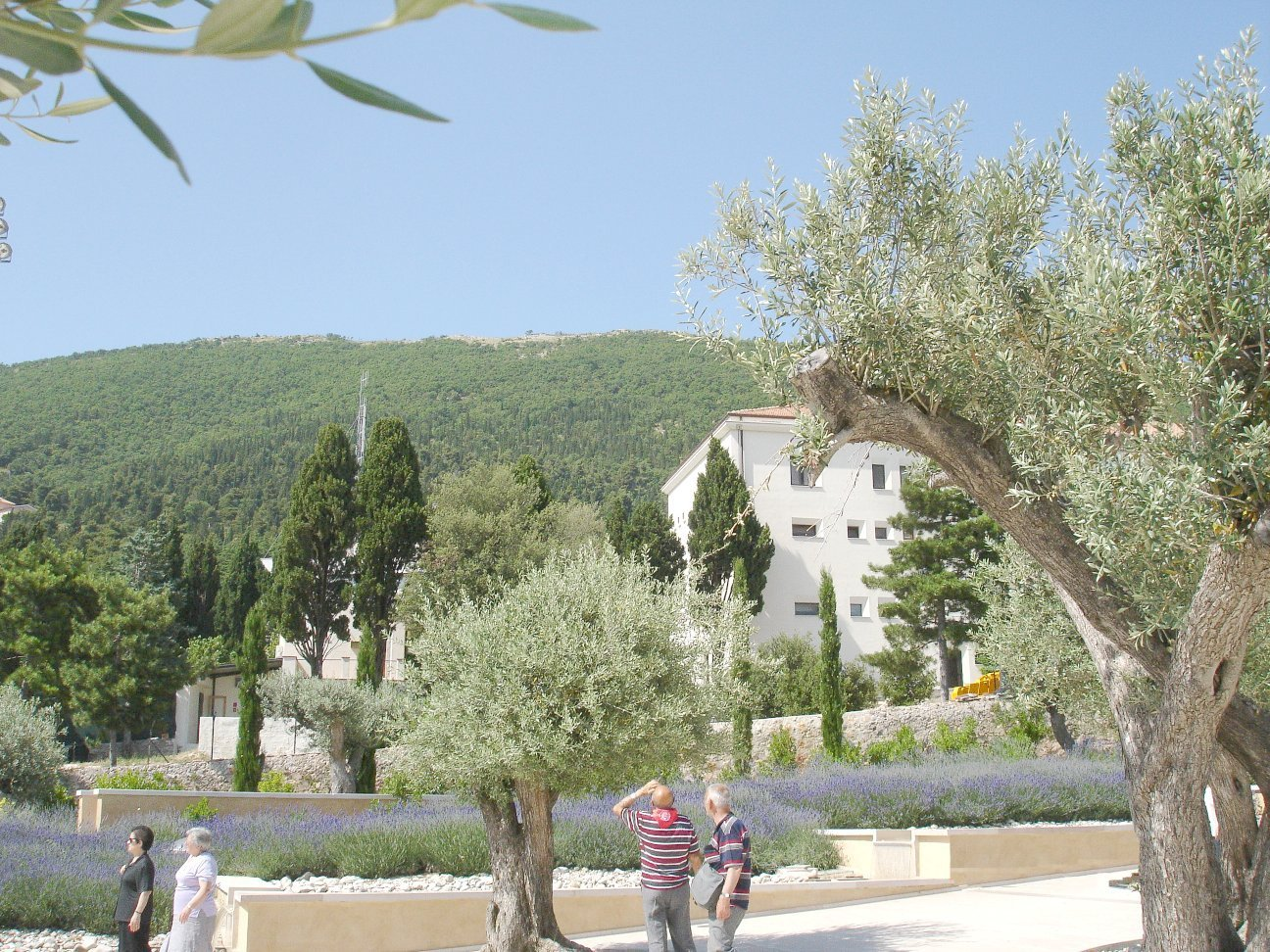
Autour de la « maison pour soulager la souffrance » du sanctuaire en San Giovanni Rotondo.

Le 10 janvier 1940, il ébauche les plans pour une Casa Sollievo della Sofferenza, « Maison pour soulager la souffrance ». La construction de l'hôpital commence en 1947 et l'inauguration officielle a lieu le 5 mai 1956. À la même époque, le Padre Pio fonde des Groupes de prière afin de guérir et soulager les âmes.
Dès 1947, des mesures sont à nouveau prises à San Giovanni Rotondo à la suite de la visite du père général de l'ordre des Capucins, qui constate un certain désordre liturgique à cause de la piété excessive de certains fidèles. En 1947, un jeune prêtre polonais, Karol Wojtyła, lui rend visite.
À partir des années 1950, un immense scandale financier secoue le monde catholique italien. Des fonds ont été détournés à des profits personnels et d'autres ont été placés à perte dans les magouilles du banquier Giuffré : les Capucins, comme beaucoup d'autres, sont en faillite. Padre Pio n'est pas mis en cause personnellement dans cette affaire et même il est relevé de ses vœux de pauvreté, afin d'avoir toute liberté de gérer les fonds de ses fidèles pour la Casa Sollievo della Sofferenza. Il devait alors subir maintes brimades et persécutions de ses pairs qui tentaient de s'approprier son « trésor ».

### Nouvelle enquête et réhabilitation
En avril 1960, le pape Jean XXIII apprend que des microphones ont été installés autour du stigmatisé dans le couvent et dans son confessionnal. Le souverain pontife ordonne une enquête plus approfondie sur Padre Pio, en envoyant Mgr Carlo Maccari (it), chef du second bureau du vicariat de Rome. Du 30 juillet au 2 octobre 1960, ce visiteur apostolique examine les troubles et constate une dévotion excessive amenant un commerce d'objets touchant Padre Pio, tels que des morceaux de tissus prétendument imbibés du sang des stigmates. À la suite de cette visite, le Saint-Siège entreprend de limiter les apparitions publiques du Padre Pio qui a acquis une renommée en tant qu'ouvrier de miracles, œuvrant jusqu'à 19 heures par jour au sein de son église. En novembre 1961, le supérieur de l'ordre demande à Padre Pio de restituer les fonds des fidèles afin de renflouer les caisses, ce qu'il fait.
En 1962, l'archevêque de Cracovie, Mgr Karol Wojtyła, le futur pape Jean-Paul II, écrit une lettre en latin au Padre Pio, lui demandant de prier pour une mère de quatre enfants atteinte d'un cancer, Wanda Poltawska. Le Padre Pio répond qu'il ne peut refuser : quatre jours plus tard, on l'aurait considérée comme guérie.
Ce n'est qu'à la demande expresse du pape Paul VI qu'il est à nouveau pleinement autorisé à effectuer son office sans restriction, à partir du 30 janvier 1964.

### Mort et enterrement
Le 22 septembre 1968, le Padre Pio célèbre la messe solennelle du cinquantenaire de ses stigmates qu'il exprime ainsi :

« Cinquante ans de vie religieuse, cinquante ans cloué à la croix, cinquante ans de feu dévorant pour toi, Seigneur, pour les êtres que tu as rachetés. »

Le soir même, il reçoit l'extrême onction et s'éteint quelques heures plus tard, à 2 h 30 le matin du 23 septembre 1968, à l'âge de 81 ans.
Son corps est exposé pendant trois jours dans l'église Sainte-Marie-des-Grâces, où passe un flux continu de fidèles. Il est enterré le 27 septembre lors d'une cérémonie solennelle, après une procession de sa dépouille à travers la ville. Selon certains auteurs, lors de son enterrement une odeur agréable aurait été présente, considérée comme étant « l'odeur de sainteté ».

## Postérité

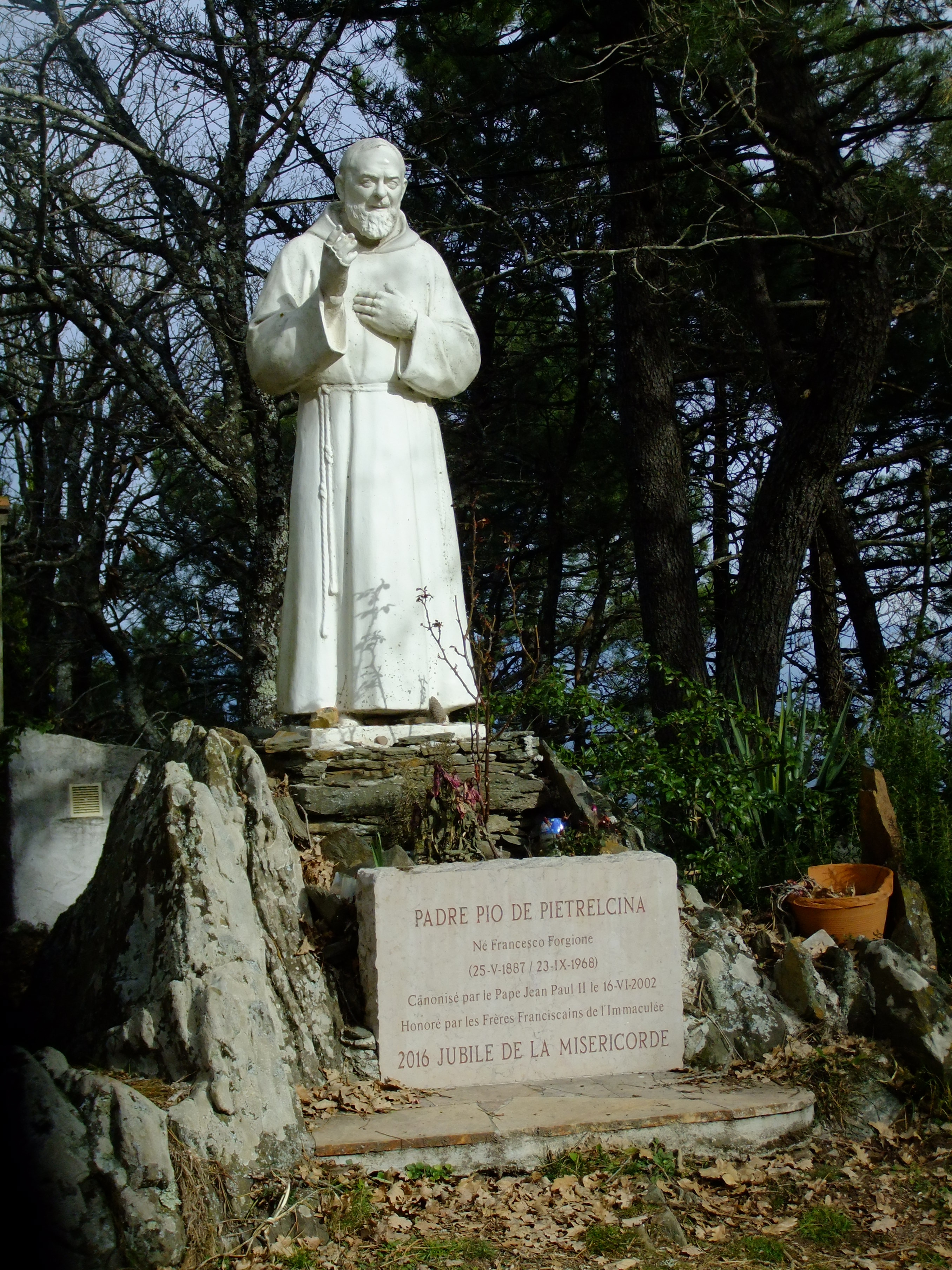
Statue pour le jubilée de la Miséricorde 2016, à Pignans, Var, France.

L'apogée du culte de Padre Pio a lieu sous la démocratie chrétienne italienne dont le dirigeant Giulio Andreotti déclare : « Ce qui s'est passé autour de Padre Pio, c'est l’événement le plus important de 1900 à nos jours ».
Vingt millions de personnes ont assisté à ses messes, et cinq millions se sont confessées auprès de lui. On lui prête des guérisons miraculeuses de paralysies, tuberculoses, fractures, broncho-pneumonies, méningites, cécités et cancers, dont il attribue toujours humblement l'action à Jésus ou Marie. Par ailleurs, de nombreuses personnes déclarent s'être converties à la suite d'une rencontre avec lui.
En 1997, Rai 1 diffuse un téléfilm, Padre Pio da Pietrelcina, réalisé par Alberto Rondalli.
En 2000, le réalisateur Carlo Carlei lui consacre une mini-série télévisée, Padre Pio (it). Sergio Castellitto incarne Padre Pio. SAJE Distribution adapte ce téléfilm en 2015 en une version francophone.
Un autre film est réalisé vingt ans plus tard par Abel Ferrara, avec Shia LaBeouf dans le rôle titre. 
Plusieurs papes ont manifesté leur dévotion à Padre Pio en se rendant à San Giovanni Rotondo : Jean-Paul II le 23 mai 1987, Benoît XVI le 21 juin 2009, le pape François le 17 mars 2018, pour le centenaire de l'apparition des stigmates et le cinquantième anniversaire de la mort du saint.

### Enfants spirituels
Sur les vingt millions de personnes ayant assisté à ses messes ou sur les cinq millions qui se sont confessés à lui, selon des estimations, Padre Pio n'aura choisi que vingt-cinq enfants spirituels, treize fils spirituels et douze filles spirituelles, en tout cas connus de l'entourage de celui-ci. Le choix de ces personnes reste assez mystérieux. Comme en témoignera le prêtre français Jean Derobert, lorsque Padre Pio le reçut pour se confesser, il l'embrassa et sentit comme une décharge électrique à son contact. Il vécut une expérience quasi mystique et c'est alors que le capucin lui déclara qu'il l'attendait et le désigna comme son fils. Par ce privilège, il lui promit sa prière et sa protection continue. Il lui déclara aussi qu'ils communiqueraient par leurs anges gardiens. Quelque peu troublé, Jean Derobert suivit cependant les recommandations de Padre Pio et il témoignera de faits bien exceptionnels. Alors qu'il était en France, Jean Derobert confiera plusieurs intentions à son ange gardien pour Padre Pio. Et lors de ses visites à San Giovanni Rotondo, Jean Derobert ne put que constater avec étonnement que Padre Pio était bien au courant de ses intentions, sans l'intervention d’une correspondance humaine. Tous ces éléments se retrouvent dans les témoignages qu'effectueront une grande partie des fils et filles spirituels du Padre Pio. En parallèle de ces évènements mystiques, le capucin entretient une intimité et une correspondance riche avec ses "fils" et ses "filles".
Autre fait troublant, lors du service militaire de Jean Derobert en Algérie en 1958, celui-ci fut capturé par le FLN et fusillé sommairement avec ses compagnons. Dans l'expérience de mort imminente qu'il vit alors, il voit le Padre Pio, s’élève vers un paysage merveilleux baigné d’une lumière bleutée et douce, puis se retrouve au sol, la poitrine et le dos maculés de sang, mais intact ; contre toute attente, Jean Derobert ressortira de là vivant.

#### Liste des fils spirituels
- Giorgio Festa (1860-1940), physicien italien. Il fut le médecin envoyé par la commission ecclésiastique pour enquêter sur les stigmates du Padre Pio. Cette rencontre bouleversa sa vie et fut à l'origine d'un ouvrage sur le capucin[43].
- Francesco Morcaldi (1889-1965), maire de San Giovanni Rotondo à trois reprises.
- Cesare Festa (1880-1943), militaire, avocat et écrivain italien. Franc-maçon, il alla voir Padre Pio par curiosité. Leur rencontre le bouleversa et rentré à Gênes, il se convertit et entra dans le Tiers-Ordre franciscain[44].
- Emmanuele Brunatto (1892-1965), comédien et écrivain italien. C'est après une vie de débauche qu'il rencontra le Padre Pio et devint l'un de ses premiers fidèles, restant à ses côtés jusqu'à sa mort. Personnage controversé, il est le plus connu de ses fils spirituels[45].
- Carlo Campanini (1906-1984), acteur italien. Converti par Padre Pio lors de sa visite en 1939, il se rendra de nombreuses fois à San Giovanni Rotondo et tiendra de nombreuses conférences sur son expérience.
- Enrico Medi (1911-1974), physicien et député italien. Devenu son fils spirituel en 1941.
- Guglielmo Sanguinetti (1894-1954), médecin italien. Converti en 1935 par Padre Pio, il se mit à son service et fut l'un de ses plus proches collaborateurs pour son œuvre de la Casa Sollievo della Sofferenza.
- Angelo Battisti (1906-?). Italien, fonctionnaire du Saint-Siège. Il rencontra Padre Pio en 1941 et devint le directeur de la Casa Sollievo della Sofferenza.
- Giuseppe Sala (1925-1996), médecin chirurgien et cardiologue italien. Connaît Padre Pio en 1955 ; celui-ci guérira miraculeusement l'un de ses fils. G. Sala deviendra le médecin traitant de Padre Pio et publiera de précieux documents cliniques sur les événements surnaturels du capucin, notamment sur les stigmates.
- Jean Derobert (mort en 2013), prêtre français. Séminariste, il rencontra le Padre Pio en 1955. Il lui annonça la date de son ordination et vint à son secours de nombreuses fois, comme le P. Derobert en témoignera.
- Gerardo De Caro (1909-1993), italien, docteur en histoire et en philosophie. Connaît Padre Pio en 1943 qui lui annoncera sa prochaine élection au Parlement. Il sera en effet élu député en 1948.
- Beniamino Gigli (1890-1957), ténor italien de réputation internationale. Se convertira auprès de Padre Pio en 1946 et se rendra très régulièrement à San Giovanni Rotondo jusqu'à sa mort.
- Giacomo Gaglione (1896-1962), laïc et fondateur d'œuvres apostoliques. S'étant rendu à San Giovanni Rotondo pour être guéri par le Padre Pio, celui-ci le prit comme fils spirituel et lui déclara que sa mission devait passer par la souffrance[46]. Il a été déclaré vénérable.

#### Liste des filles spirituelles
- Maria Pyle (1888-1968), américaine. Convertie au catholicisme, elle rencontra Padre Pio en 1923. Elle devint tertiaire franciscaine, organisait les groupes de prières et prit soin des pèlerins venant à San Giovanni Rotondo. Elle fut la principale collaboratrice des œuvres du Padre Pio. Elle est la plus connue de ses filles spirituelles. La cause pour sa béatification est en cours.
- Maria Gargani (1892-1973), italienne. C'est par les encouragements et les prières de Padre Pio qu'elle devint religieuse et fonda sa congrégation : les Sœurs apôtres du Sacré-Cœur. Elle a été déclarée vénérable.
- Cleonice Morcaldi (1904-1987), italienne. Née le jour de la profession religieuse de Padre Pio, elle le connaîtra dans les années 1920. Bouleversée par cette rencontre, elle se mit à son école et s'occupait des groupes de prières et de l'afflux des pèlerins. Jusqu'à sa mort elle reçut des centaines de personnes désireuses de connaître son expérience avec le saint capucin.

### Béatification et canonisation

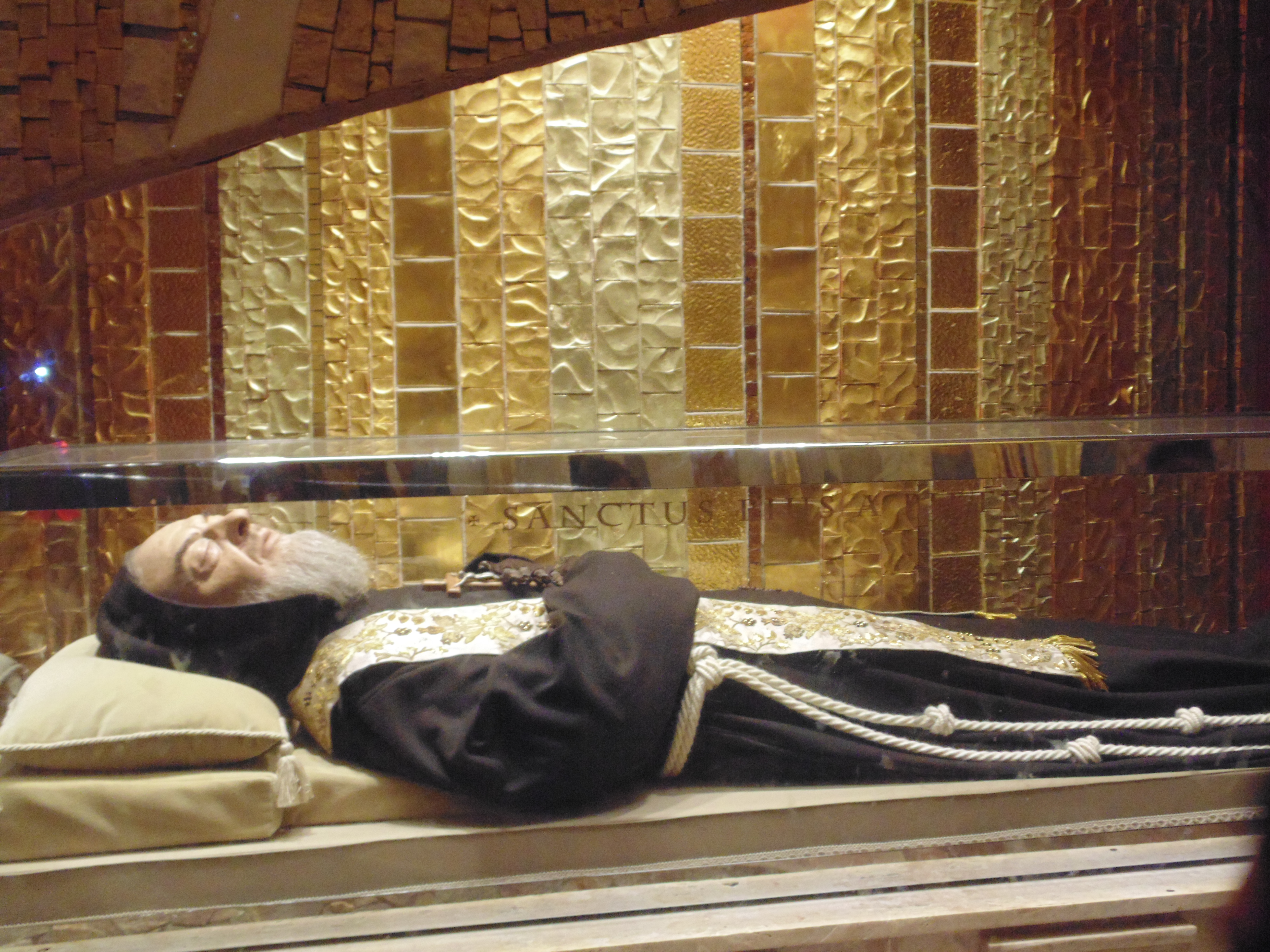
Les reliques de Padre Pio.

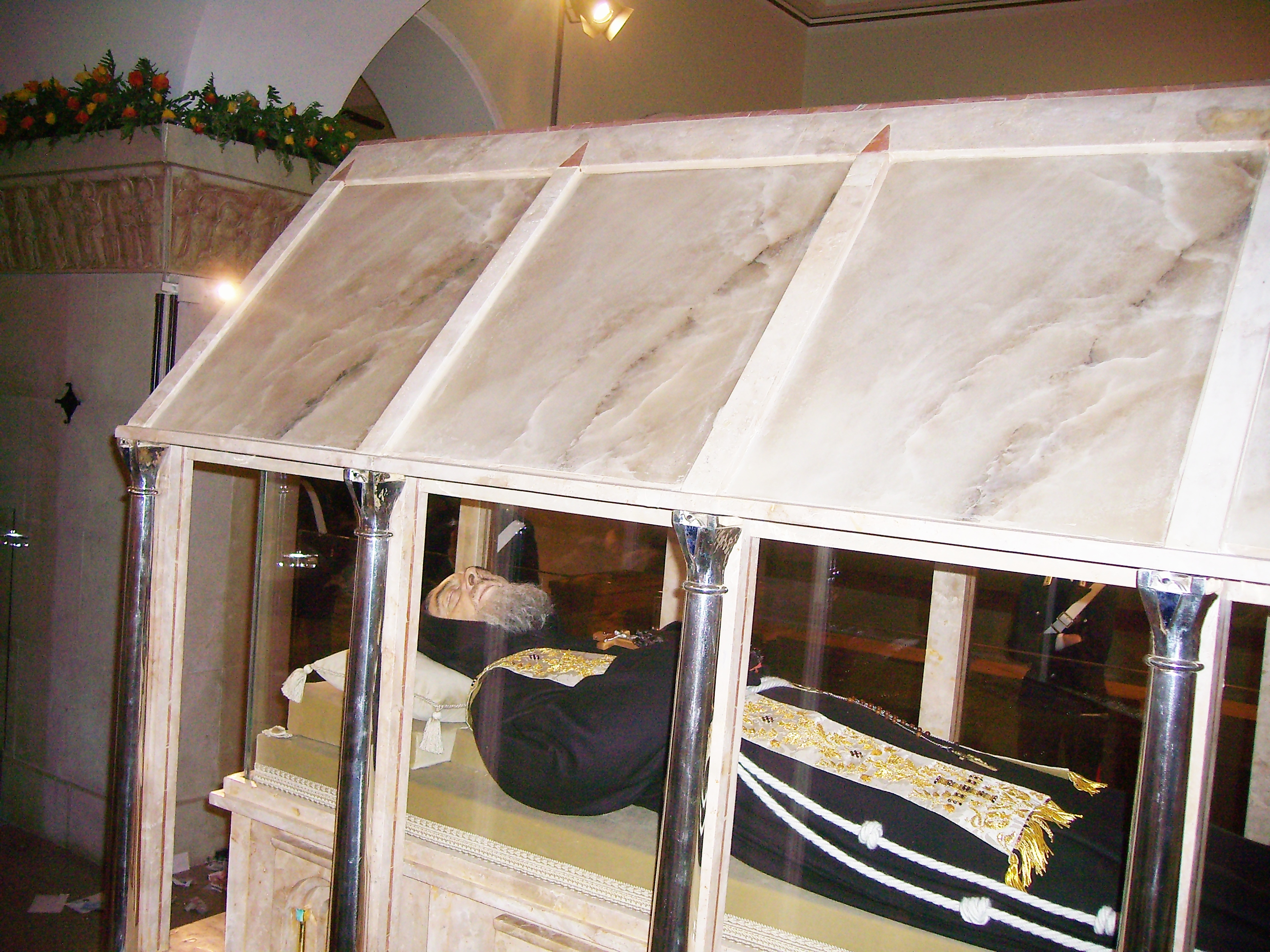
Les reliques de Padre Pio dans la châsse de cristal réalisée en 2008 par Goudji.

Le Padre Pio a fait l'objet de deux investigations officielles conduites par les autorités du Saint-Siège dès le 20 mars 1983, qui conclurent à l'authenticité de certains miracles en 1990, après avoir rassemblé 73 témoignages en 104 volumes. L'un des miracles les plus étonnants du dossier de canonisation est celui du Père Jean Derobert qui en a témoigné lui-même. En août 1958, Jean Derobert, fils spirituel de Padre Pio qui le protégeait, se trouve en Algérie comme aumônier militaire lorsqu'un commando du FLN attaque le village. Le Père Derobert est fusillé en même temps que cinq soldats français. Il connaît alors une expérience de décorporation, pendant laquelle il voit son corps ensanglanté couché au sol parmi les soldats tués. Puis commence pour lui une ascension vers un lieu céleste baigné d’une douce lumière bleutée où il reconnaît des visages familiers et la figure du Christ et de la Vierge. Jean Derobert finit par se relever, indemne, alors que les balles ont troué ses vêtements et traversé son corps.
À la suite de l'avis favorable donné le 13 juin 1997 par la Congrégation pour la cause des saints, le Padre Pio est déclaré bienheureux par le pape Jean-Paul II, le 2 mai 1999 au Vatican, en présence de plus de 200 000 personnes.
Le 16 juin 2002, Jean-Paul II le canonise sous le nom de sanctus Pius de Pietrelcina (saint Pio da Pietrelcina) tout en ouvrant une procédure de reconnaissance officielle des stigmates par l'Église, des escarres détachés de ses stigmates lorsqu'il était en vie étant utilisées comme reliques à cet effet. Sa tombe est ainsi devenue un haut lieu de pèlerinage.

### Reliques
Le 3 mars 2008, pour le 40e anniversaire de sa mort, le Vatican fait procéder à l'exhumation du corps du Padre Pio. Des scientifiques effectuent alors une reconstruction post-mortem pour l'exposer aux fidèles pendant un an, l'ostension du corps attirant finalement près de neuf millions de personnes. Bien que son corps soit recouvert de vêtements et son visage trop décomposé recouvert d'un masque de silicone peint à la main, de nombreux pèlerins proclament avoir vu un corps incorrompu,. Le 19 avril 2010, la Congrégation pour les causes des saints autorise la translation de son corps dans l’église inférieure Saint-Pio (it).
Le 21 juin 2010, ayant ouvert l'année du sacerdoce deux jours auparavant auprès des reliques du curé d'Ars, le pape Benoît XVI se rend en pèlerinage à San Giovanni Rotondo pour rendre également hommage au Padre Pio. Il dresse alors un parallèle entre ces deux figures de sainteté, dont la vie fut centrée sur la prière, l'eucharistie et la confession, et les donne comme modèles aux prêtres catholiques, insistant fortement pour que le sacrement de pénitence et de réconciliation soit remis à l'honneur.
Depuis le 1er juin 2013 est renouvelée de manière permanente l'ostension du corps du saint dans une nouvelle châsse en verre dans la crypte qui accueillait son cercueil.
Du 5 au 11 février 2016, dans le cadre du Jubilé de la Miséricorde, sur volonté du pape François qui a choisi Padre Pio comme l'un des patrons de l'Année sainte, la dépouille du saint dans sa châsse est transférée à Rome et exposée à la vénération des fidèles dans la basilique Saint-Laurent-hors-les-murs puis dans la basilique Saint-Pierre.

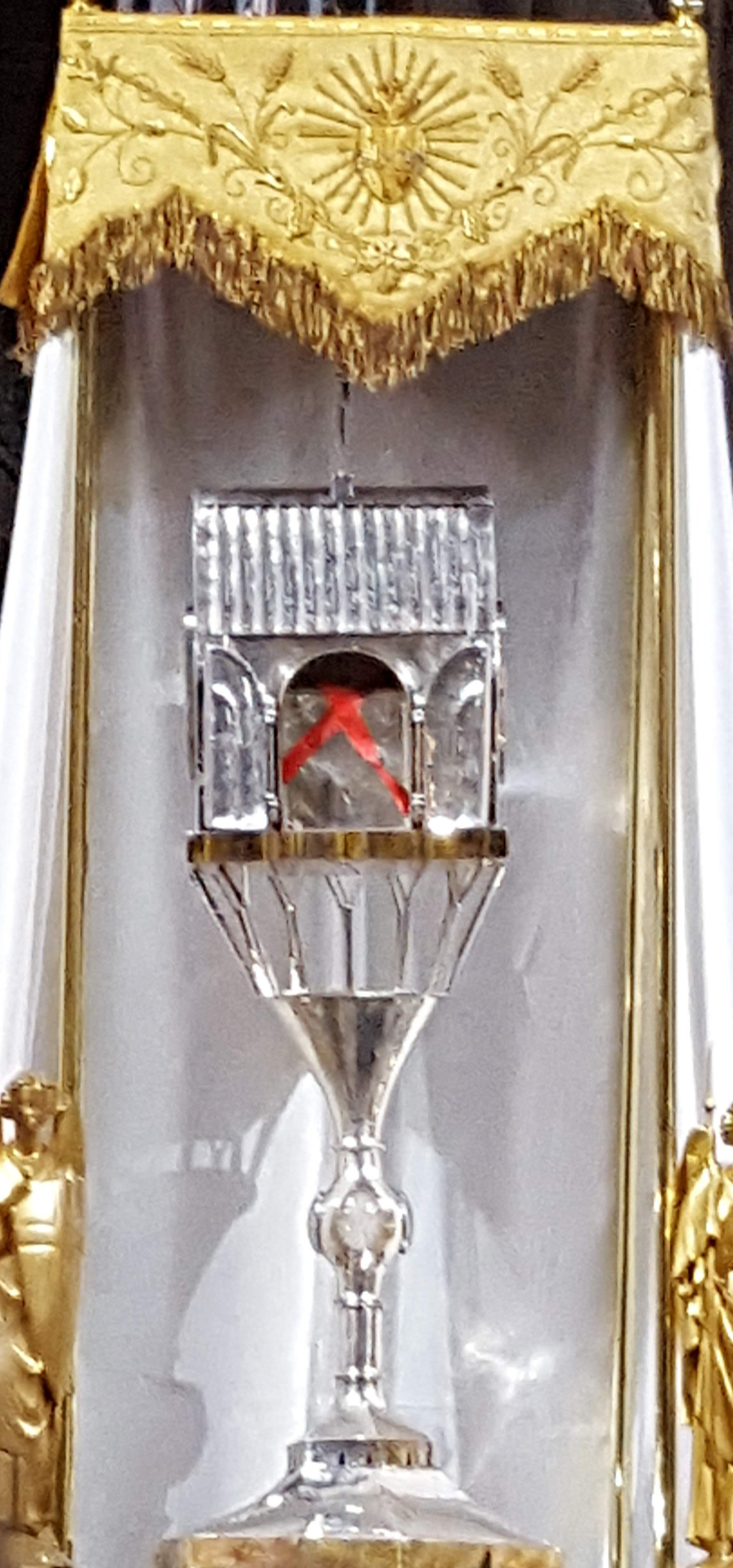
Cœur du Padre Pio à Notre-Dame de Paris le 19 mai 2018.

Du 19 au 21 mai 2018, à l'occasion de la fête de la Pentecôte et dans l'année du centième anniversaire des stigmates du Padre Pio, une ostension de son cœur a eu lieu à Paris et à Chartres : le samedi 19 en la cathédrale Notre-Dame de Paris, le 19 au soir et le 20, en l'église Saint-Eugène - Sainte-Cécile et le 21 en la cathédrale de Chartres.

### Question des stigmates et examens
Les stigmates du Padre Pio ont été examinés par des médecins à plusieurs reprises, en particulier à la demande officielle de sa hiérarchie. Dès 1919, le Saint-Office mande le Dr L. Romanelli, de l'hôpital de Barletta, qui l'examine cinq fois entre 1919 et 1920 :
« La blessure du thorax montre clairement qu'elle n'est pas superficielle. Les mains et les pieds sont transpercés de part en part. »
« Je ne peux trouver une formulation clinique qui m'autorise à classer ces plaies. »

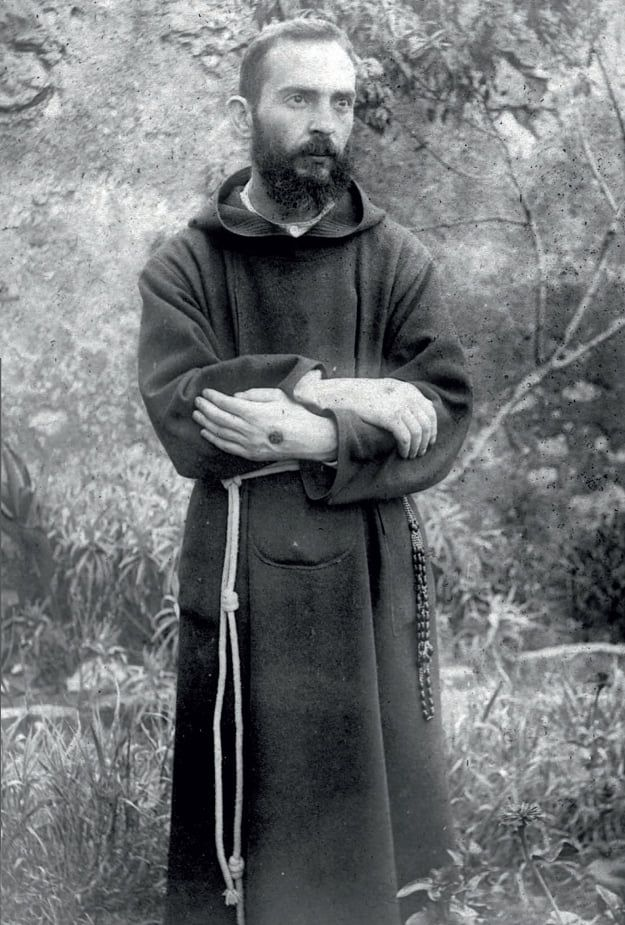
Les stigmates visibles.

Certains témoins disent avoir pu voir au travers des trous de ses mains, plaies qui n'auraient donc pas été superficielles.
En 1919, un médecin athée, le Pr Bignami, fait poser des scellés sur les bandages, pour écarter l'hypothèse de l'utilisation volontaire d'acide sur les plaies. En 1920 et 1925, le Dr Festa réexamine le Padre et conclut à « … des phénomènes, reliés harmonieusement entre eux, qui se soustraient au contrôle des recherches objectives et de la science. ».
En 1921, l'évêque de Volterra, Raffaele Rossi, enquête auprès de l'entourage de Padre Pio et examine le stigmatisé. Il donne dans son rapport une impression favorable : selon lui, le prêtre est un bon religieux et le couvent San Giovanni Rotondo est une bonne communauté ; les stigmates ne peuvent pas être expliqués mais ne sont ni l'œuvre du diable, ni une grossière tromperie, ni une fraude ou l'astuce d'une personne sournoise et malveillante ; il s'agit d'un « fait réel »,. Par ailleurs, Rossi n'a pu prouver aucune guérison miraculeuse par l'intercession de Padre Pio : « Parmi les guérisons présumées, beaucoup sont non confirmées ou inexistantes. Dans la correspondance de Padre Pio, cependant, il y a des déclarations crédibles qui attribuent des miracles à son intercession. Mais sans confirmation médicale, il est difficile de parvenir à une conclusion, et le problème demeure ouvert ».
En 1920, Padre Pio avait refusé l'examen clinique du père Agostino Gemelli, médecin et psychiatre puis l'accepte en 1925. Gemelli conclut dans son rapport que ses plaies sont des blessures d'érosion causée par l'utilisation d'une « substance caustique », semblables à certaines blessures de guerre, et confirme que les capacités mentales de Padre Pio sont limitées, ce dernier n'étant qu'un « pauvre homme malade » ayant appris sa leçon de son directeur spirituel et maître à San Marco in Lamis, le père Benedetto.
En 1960, le pape Jean XXIII, sceptique à l'égard du cas Padre Pio à la suite de rapports d’écoute, ordonne une autre visite apostolique en 1960 en la personne du père Carlo Maccari (it), qui rencontre Pio neuf fois en tout. Maccari indique dans son journal que Padre Pio, qui se méfiait de lui, montre sa réticence, son étroitesse d'esprit et ment pour échapper aux questions du prélat ; l'impression qu'il lui donne est « pitoyable ». Il note dans son rapport que Pio n'est pas un ascète, qu'il a de nombreux contacts avec l'extérieur, qu'il travaille beaucoup pour son âge, qu'il a une éducation religieuse inadéquate mélangeant le sacré au « trop humain », qu'il baigne également dans un entourage partisan qu'il dénonce comme « une organisation vaste et dangereuse » aux « conceptions religieuses qui oscillent entre la superstition et la magie », ne l'incitant pas à la modération. Maccari indique en outre qu'il a reçu des déclarations de femmes affirmant avoir été les maîtresses de Pio, sans évaluer clairement si elles disaient vrai, mais a exigé que le père Pio ne donne plus de baiser après la confession de sœurs laïques. Maccari se demande finalement comment Dieu peut permettre « tant de tromperie ». Le visiteur apostolique termine son rapport critique avec une liste de recommandations : délocalisation des frères de Santa Maria delle Grazie, nomination d'un nouvel abbé extérieur à la région, limitation des confessions au père Pio, nouveaux statuts pour l'hôpital... À la suite de la visite de Maccari, Jean XXIII note dans son journal qu'il voit le Père Pio comme une « idole de paille » (idolo di stoppa).
Les récits de ceux qui sont restés avec Padre Pio jusqu'à la fin de sa vie, en 1968, indiquent que les stigmates ont complètement disparu sans cicatrice. Seule une marque rouge « comme dessinée par un crayon rouge » est restée de son côté mais elle a fini par disparaître.
Selon Guitton et Antier, le corps de Padre Pio ne comportait aucune trace de stigmates ou de cicatrices lors de l'examen post-mortem.
En 2007, l'historien Sergio Luzzatto a défendu la thèse de la supercherie des stigmates de Padre Pio et de ses miracles (voir supra). La nouveauté de son argumentation est de prendre notamment appui sur un document jusqu'ici peu connu et présent aux archives du Vatican. Il s'agit d'une lettre écrite en 1919 dans laquelle Padre Pio demande à l’une de ses premières fidèles de passer commande auprès d'une pharmacie, de quatre grammes d'acide carbolique et de vératrine, indiquant qu'il en avait besoin pour désinfecter les seringues utilisées par lui et un autre frère pour vacciner, en l'absence de médecins, les membres du couvent contre la grippe espagnole. Sur cette base et celle des autres dénonciations mentionnées, l'auteur prétend à un truquage des plaies par Padre Pio,.
La prétendue « odeur de sainteté » qui émanait de ses stigmates, selon les accusateurs de Pio, « était le résultat d’une eau de Cologne auto-administrée » . Un pathologiste envoyé par le Saint-Siège a noté qu'au-delà des croûtes, il y avait une absence de « tout signe d'œdème, de pénétration ou de rougeur, même après examen avec une bonne loupe ». Un autre a conclu que la plaie latérale n'avait pas du tout pénétré dans la peau.
Une autre critique est celle de l'emplacement des blessures latérales de la lance : la blessure de saint François était sur la droite, tandis que celle de Padre Pio était sur la gauche. En outre, sa blessure latérale était en forme de croix ; en d'autres termes, elle avait une forme stylisée plutôt que réaliste. De plus, ses blessures étaient dans les mains plutôt que dans les poignets et donc non conformes à l'anatomie des crucifiés d'époque - mais conformes aux représentations iconographiques de la crucifixion.
Les stigmates de Padre Pio étaient-ils authentiques ? De nombreux autres stigmatisés - comme Magdalena de la Cruz (es) (1487–1560), en 1543 - ont avoué avoir simulé des stigmates. Le pape Pie IX lui-même a qualifié de fraudeuse Palma Maria Matarelli (1825-1888). Aussi récemment qu'en 1984, la stigmatisée Gigliola Ebe Giorgini (1933-2021) a été condamnée pour fraude par un tribunal italien. Même un défenseur des stigmates de Padre Pio, C. Bernard Ruffin (en), admet : « Pour chaque véritable stigmatisé, qu'il soit saint ou hystérique, saint ou satanique, il y en a au moins deux dont les blessures sont auto-infligées ».